# Kowalscy herbu Abdank

Herb Kowalskich

Kowalscy – rodzina szlachecka herbu Abdank.
Jedna z gałęzi rodu zakupiła w 1841 Birczę wraz z kluczem birczańskim i zamieszkiwała tam do wygaśnięcia rodu przed II wojną światową. Pochowani są w rodzinnej kaplicy grobowej na Starym Cmentarzu w Birczy.

## Przedstawiciele rodu
- Jan Ignacy Kowalski
- Adam Anzelm Wojciech Kowalski
- Augusta Kowalska
- Stanisław Kowalski
- Marceli Kowalski
- Stanisław Kaciuba

## Galeria

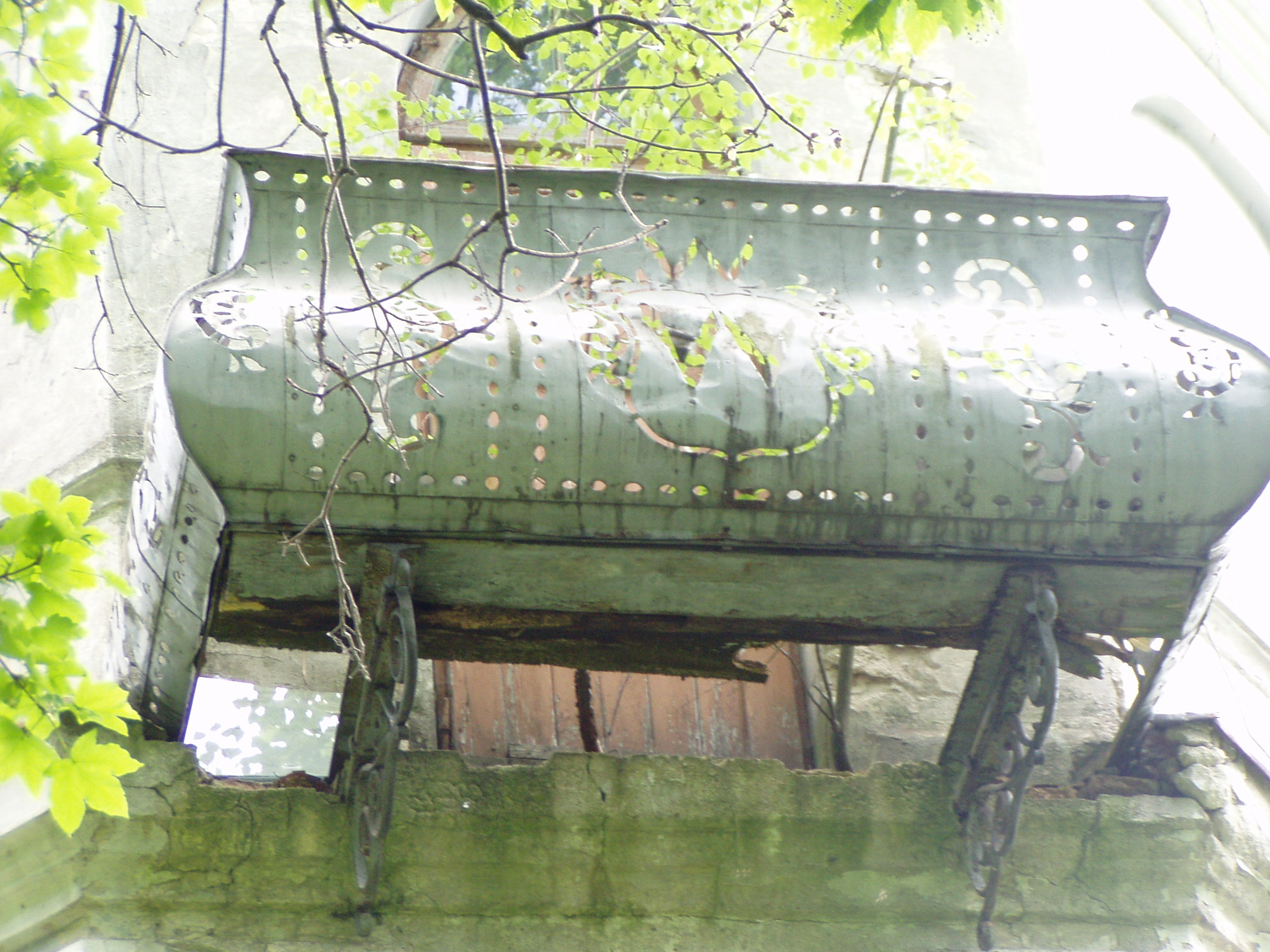
Herb na balkonie zamku w Birczy
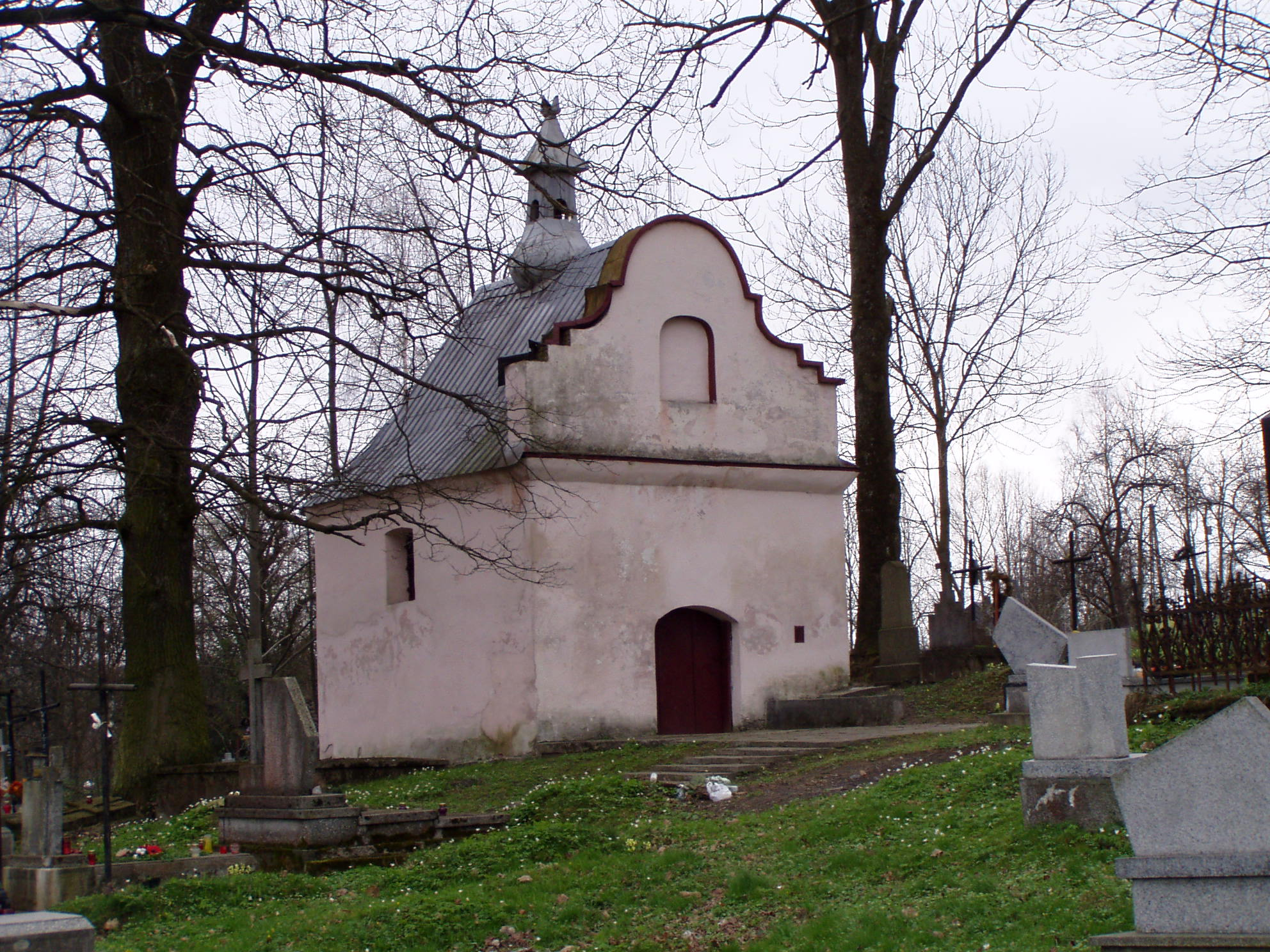
Kaplica grobowa rodziny Kowalskich
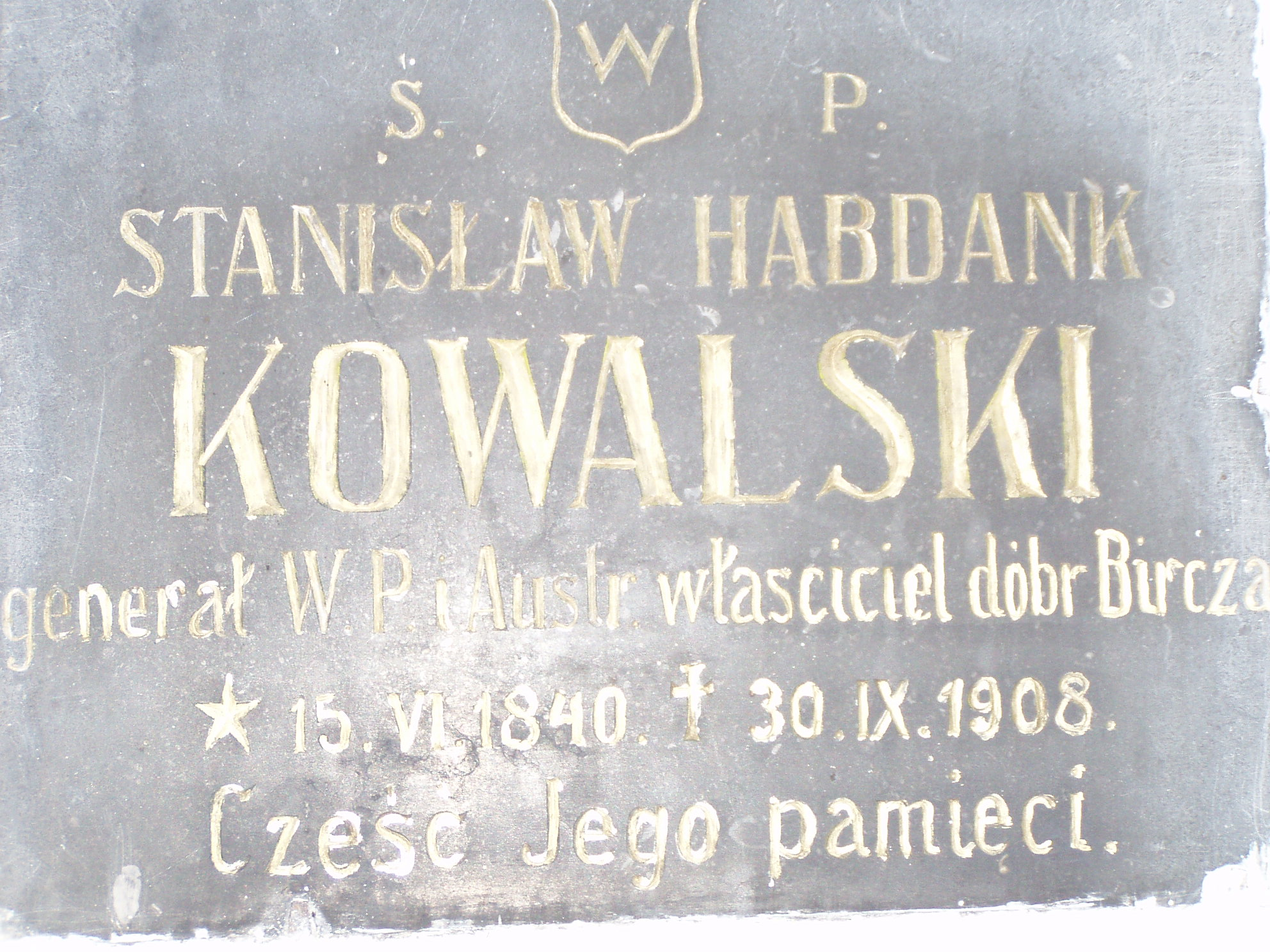
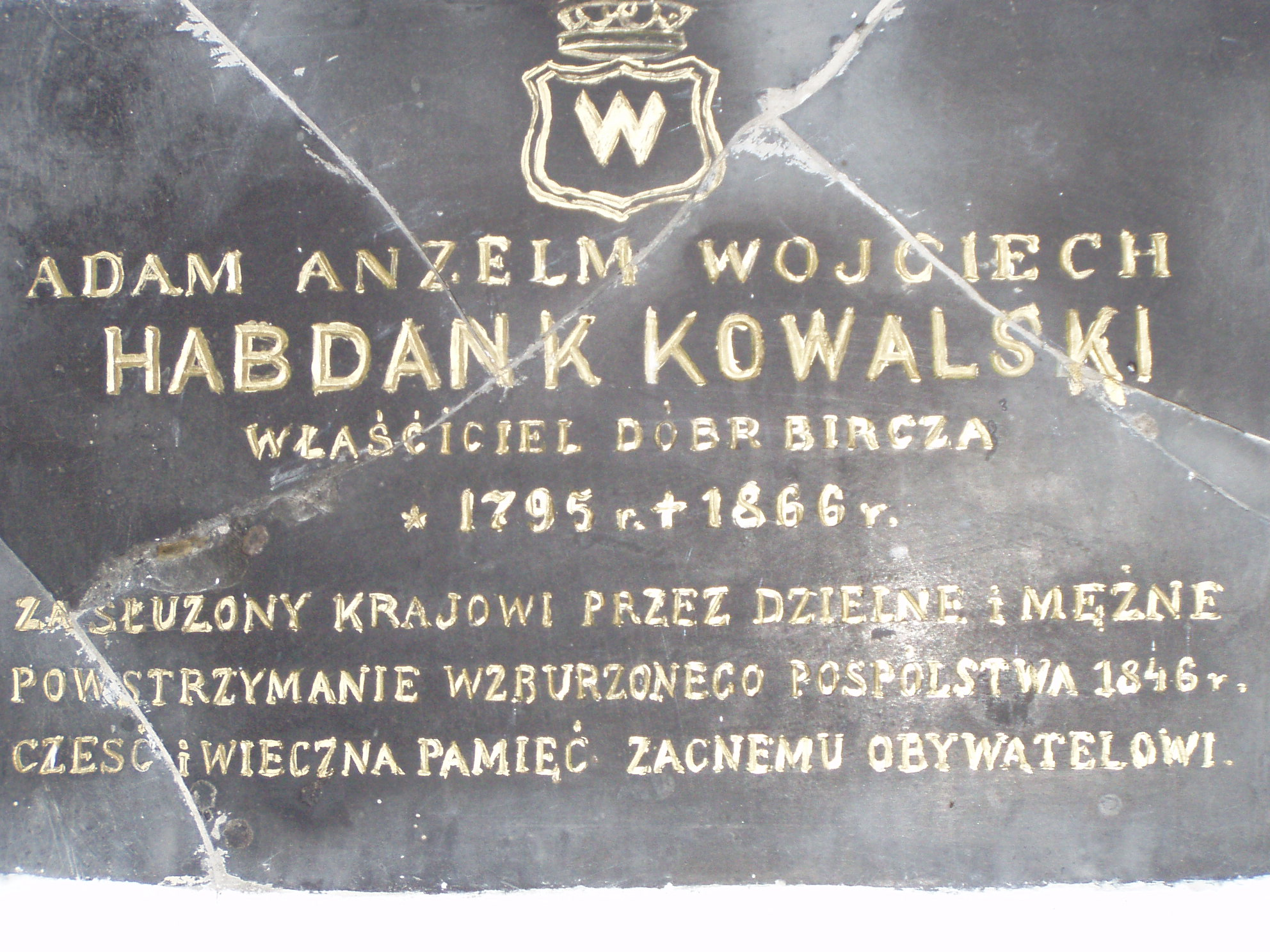
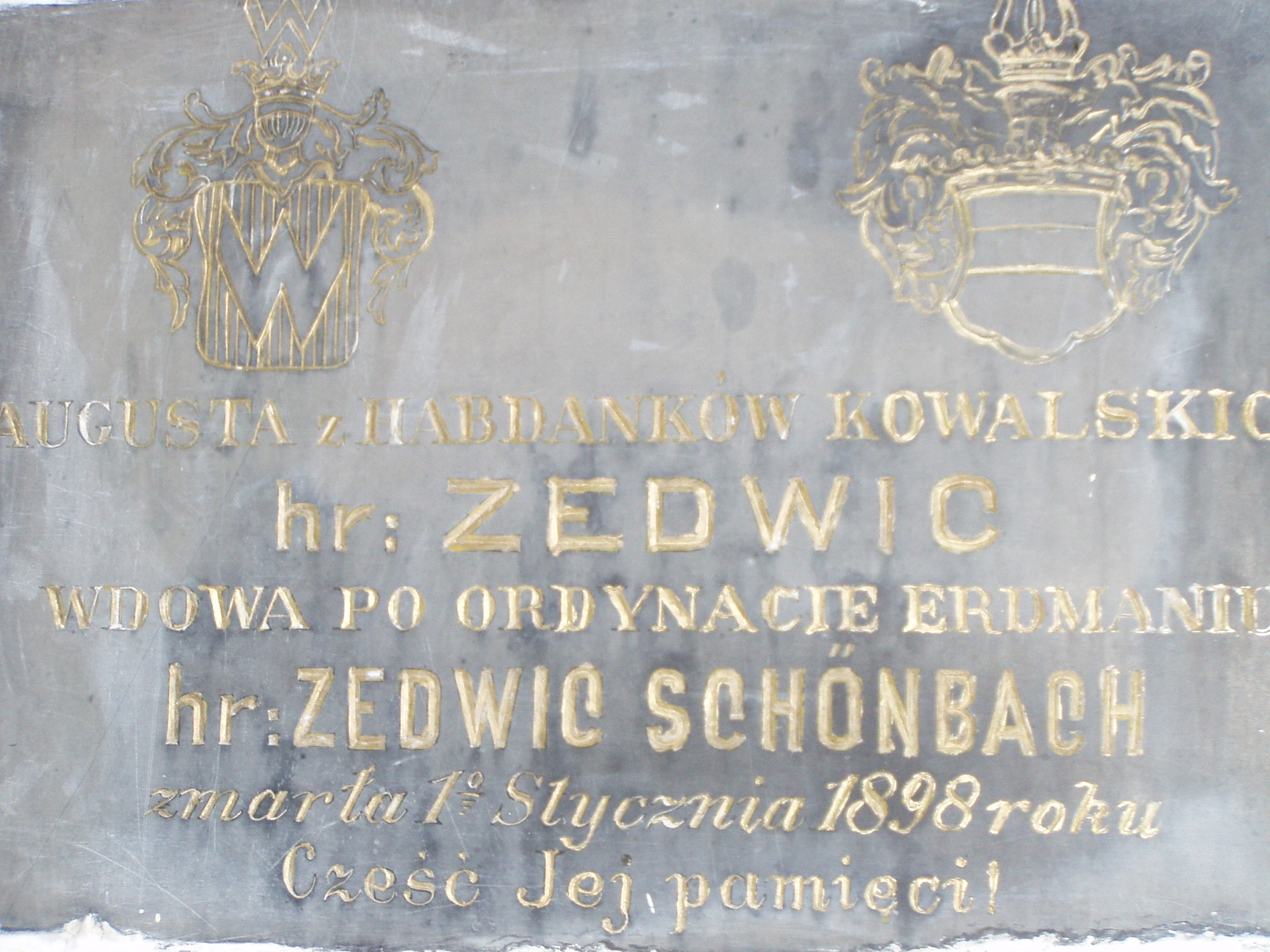
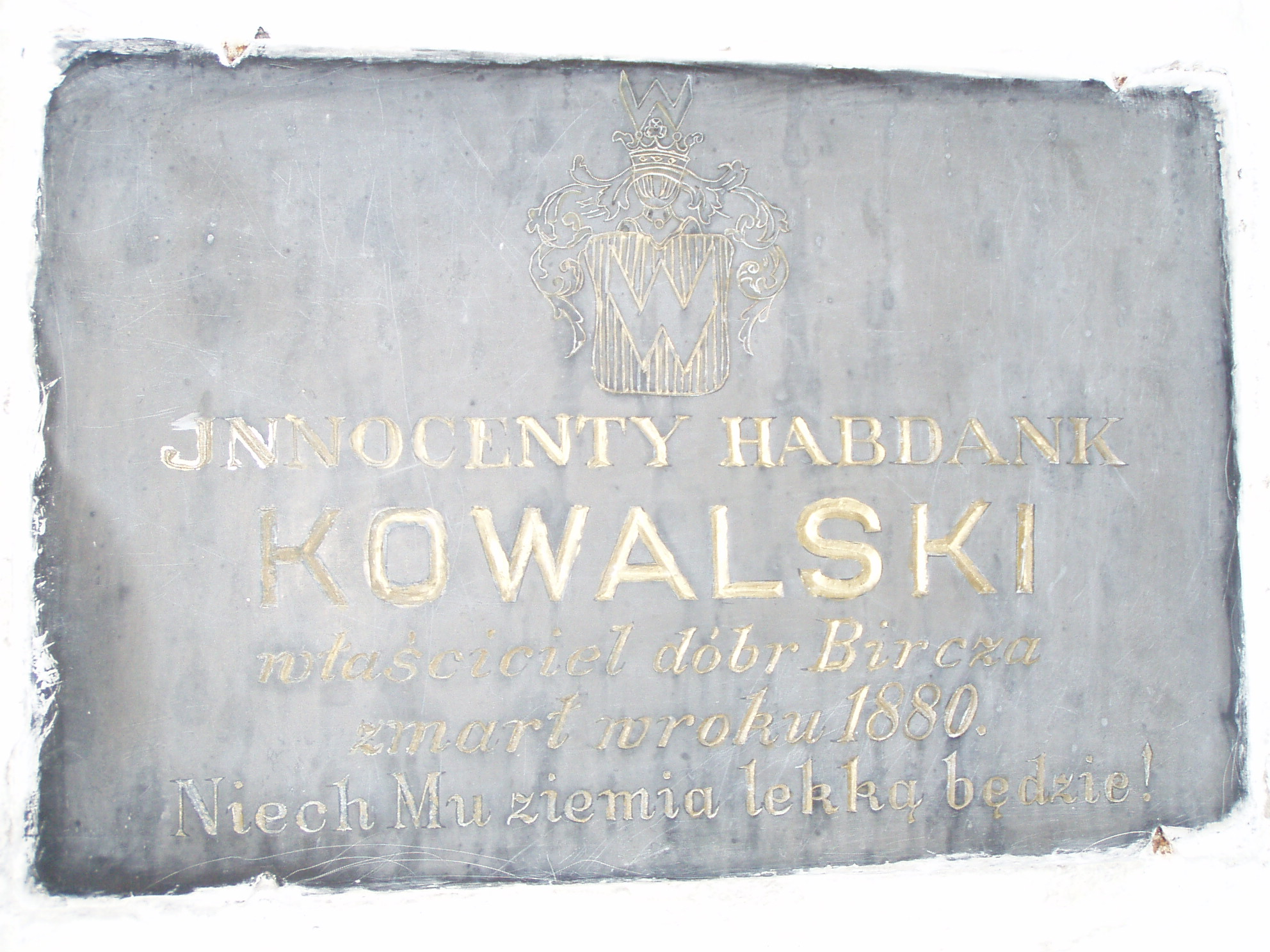
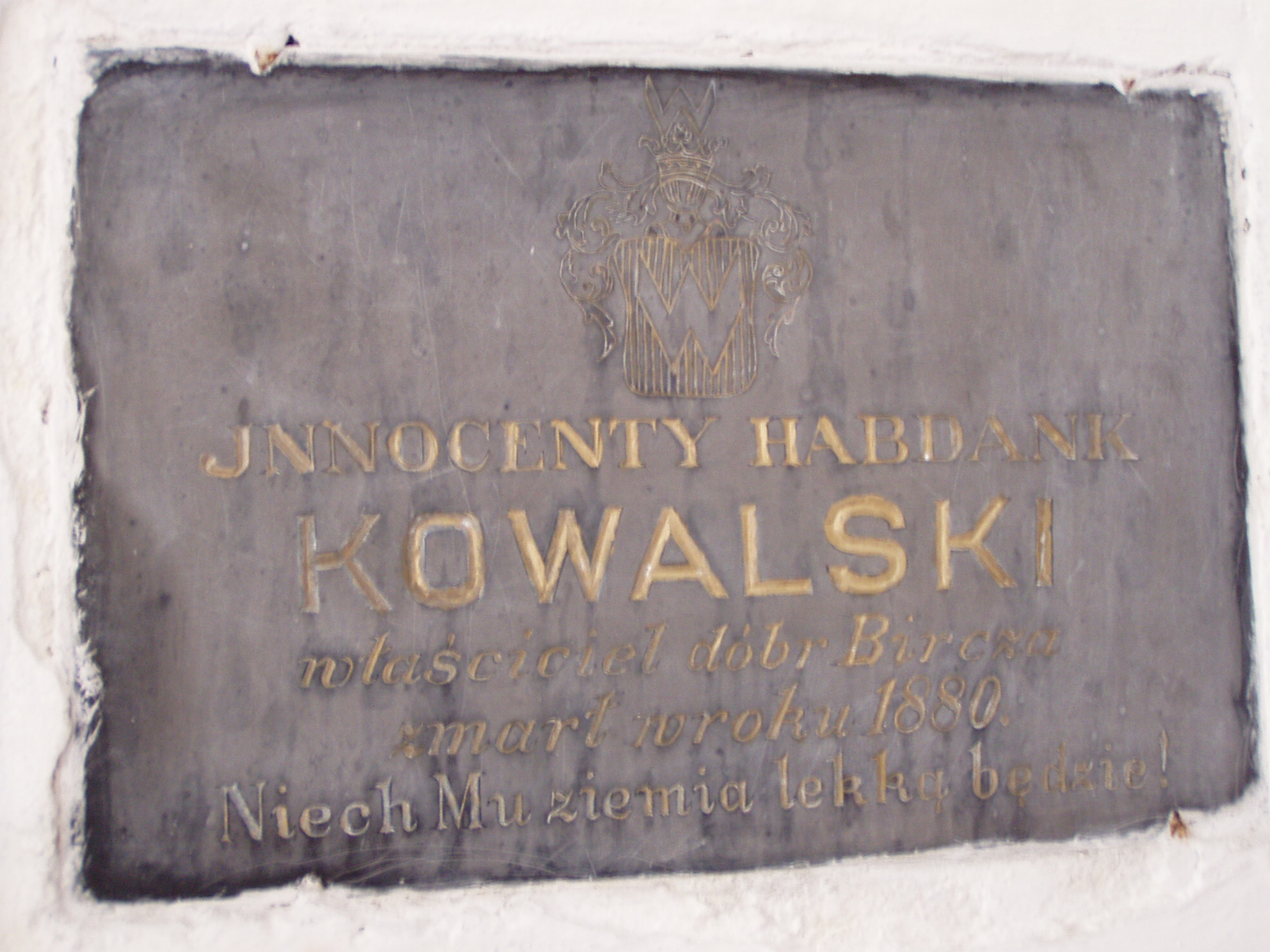
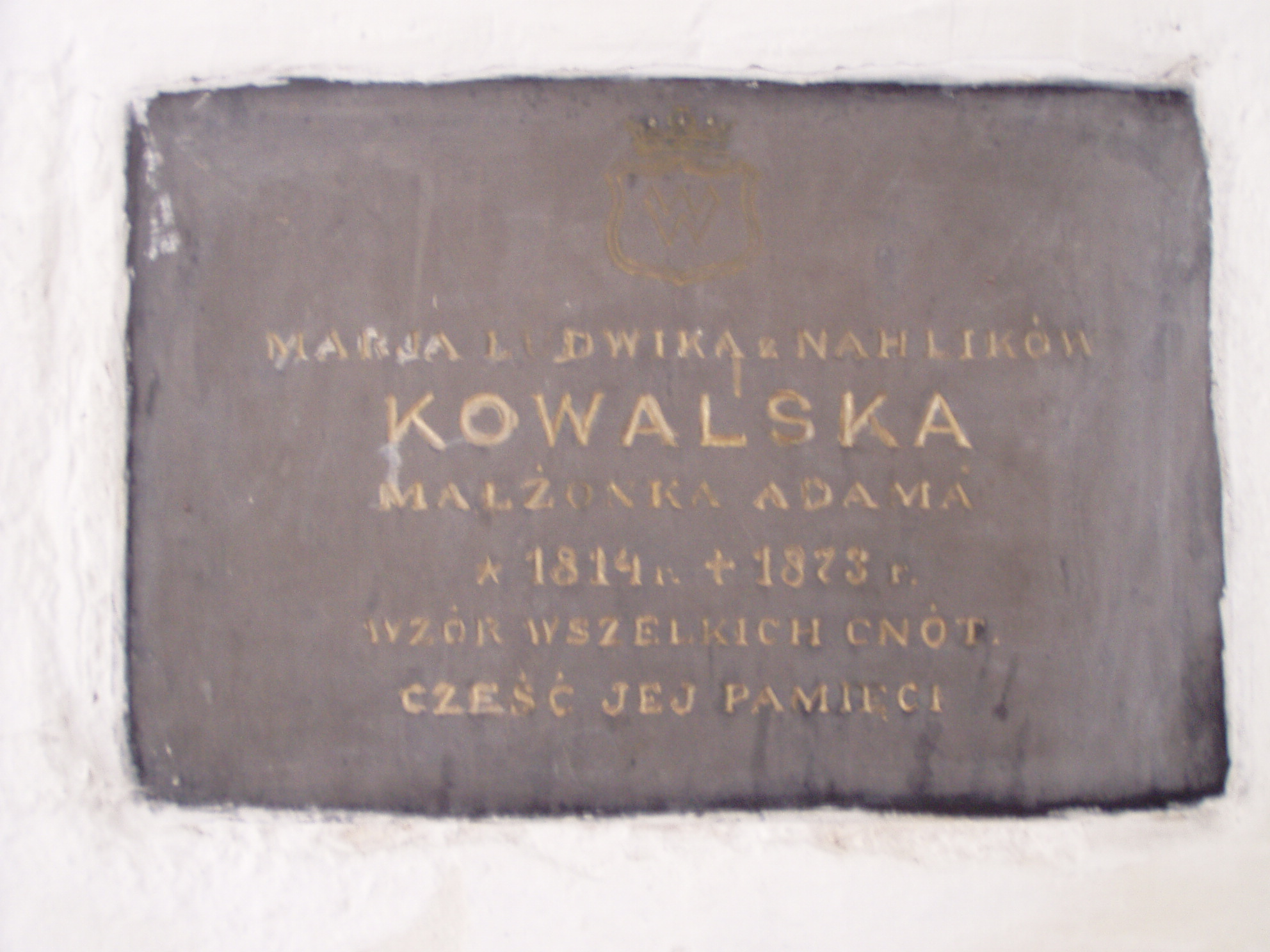
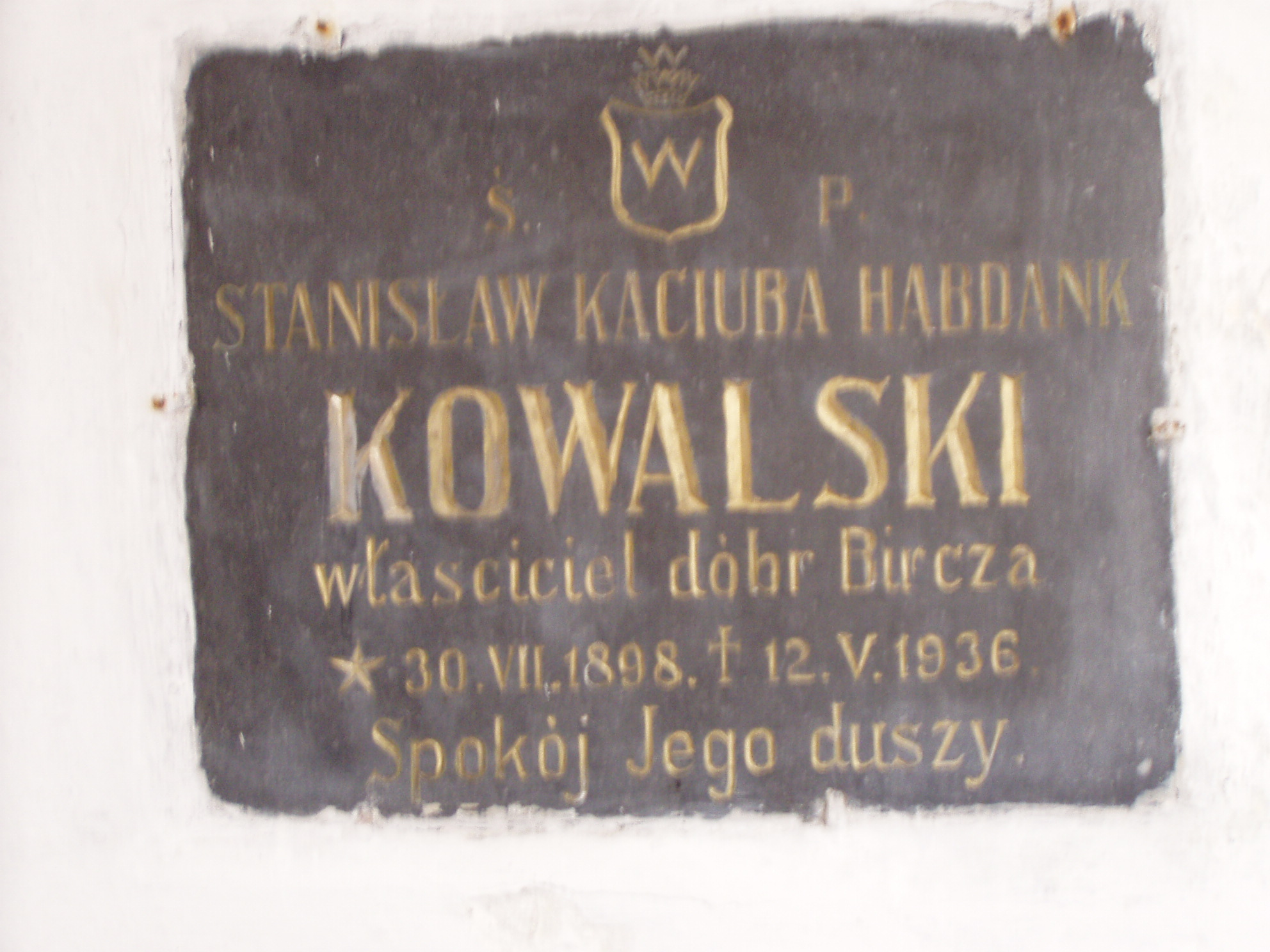
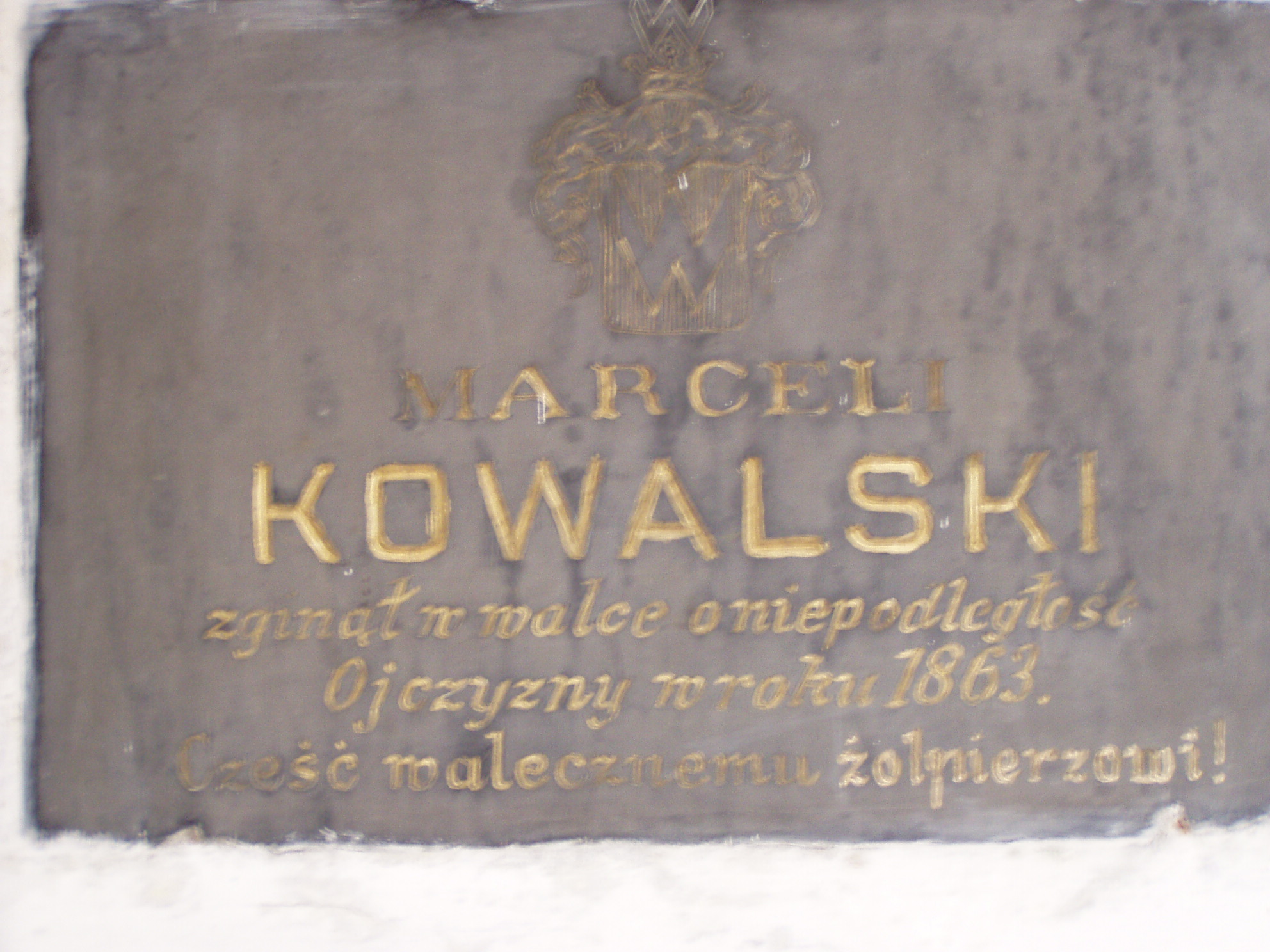